# الجوهرة بنت فهد بن محمد بن عبد الرحمن آل سعود
الجوهرة بنت فهد بن محمد بن عبد الرحمن آل سعود كانت أول مدير لجامعة الأميرة نورة بنت عبد الرحمن خلال الفترة من 25-3-1428هـ إلى 24-3-1432هـ.

## النسب
ابنة الأمير فهد بن محمد بن عبد الرحمن بن فيصل آل سعود ووالدتها الأميرة موضي بنت عساف بن حسين العساف. متزوجة من الأمير سعود بن محمد بن عبد العزيز آل سعود.

## الحياة المهنية
حصلت على درجة البكالوريوس في الآداب والتربية تخصص رئيس لغة عربية وتخصص فرعي علوم دينية من كلية التربية للبنات في الرياض (93/1394هـ). وتحمل دبلوم عالي في اللغة العربية تخصص النحو والصرف من كلية التربية للبنات في الرياض (96/1397ه)ـ كانت أول خريجة تحصل على درجة الماجستير في الآداب- علوم اللغة العربية تخصص النحو والصرف من كلية التربية للبنات في الرياض، وأول خريجة تحمل درجة الدكتوراه في الفلسفة في الآداب- علوم اللغة العربية تخصص النحو والصرف من كلية التربية للبنات في الرياض عام 1403هـ.
هي أول مديرة لجامعة الأميرة نورة بنت عبد الرحمن منذ قرار الملك عبد الله بن عبد العزيز بإعادة هيكلة الجامعة سنة 1426هـ. قادت عملية الهيكلة الكبرى للكليات المنتشرة حول المملكة، والتي يبلغ عددها (102) كلية في ذلك الحين. كما أشرفت على وضع حجر الأساس للمدينة الجامعية والتي تبلغ مساحتها أكثر من 8 ملايين متر مربع. وأسست عدة كليات وتخصصات جديدة بالإضافة للكليات المعاد هيكلتها وذلك وفقًا لمتطلبات سوق العمل.
قبل توليها منصب مديرة الجامعة، شغلت الأميرة الجوهرة بنت فهد منصب وكيلة مساعد للشؤون التعليمية بالمرتبة الرابعة عشر بوكالة كليات البنات، وتولت مهمة إدارة الشؤون التعليمية في جميع كليات البنات في المملكة. وشغلت قبل ذلك منصب عميدة كلية التربية للبنات بالرياض، وعملت كأستاذ مساعد بقسم اللغة العربية وآدابها بنفس الكلية. كما أشرفت على العديد من رسائل الماجستير والدكتوراه، وحكّمت بعضها.

## التقاعد
بعد السنوات الأربع التي قضتها في إدارة الجامعة، ونتيجة لتكوين كوادر وكفاءات نادرة تستطيع المشاركة في قيادة الجامعة بكفاءة عالية، وذلك بعد أن استقر تنظيم الجامعة وأدائها فقد تقدمت إلى الملك عبد الله بن عبد العزيز بطلب الاستقالة وإحالتها للتقاعد.